# Maria Eleonora av Brandenburg
Maria Eleonora av Brandenburg, född 11 november 1599 i Königsberg död 18 mars 1655 i Stockholm, var drottning av Sverige. Hon var dotter till kurfursten Johan Sigismund av Brandenburg och Anna av Preussen och syster till kurfurste Georg Vilhelm av Brandenburg; hennes yngre syster Katarina blev regerande furstinna av Transsylvanien. Hon gifte sig 25 november 1620 med Gustav II Adolf av Sverige. Maria Eleonora var mor till drottning Kristina men satt inte i förmyndarregeringen för dottern.

## Biografi

### Tidigt liv

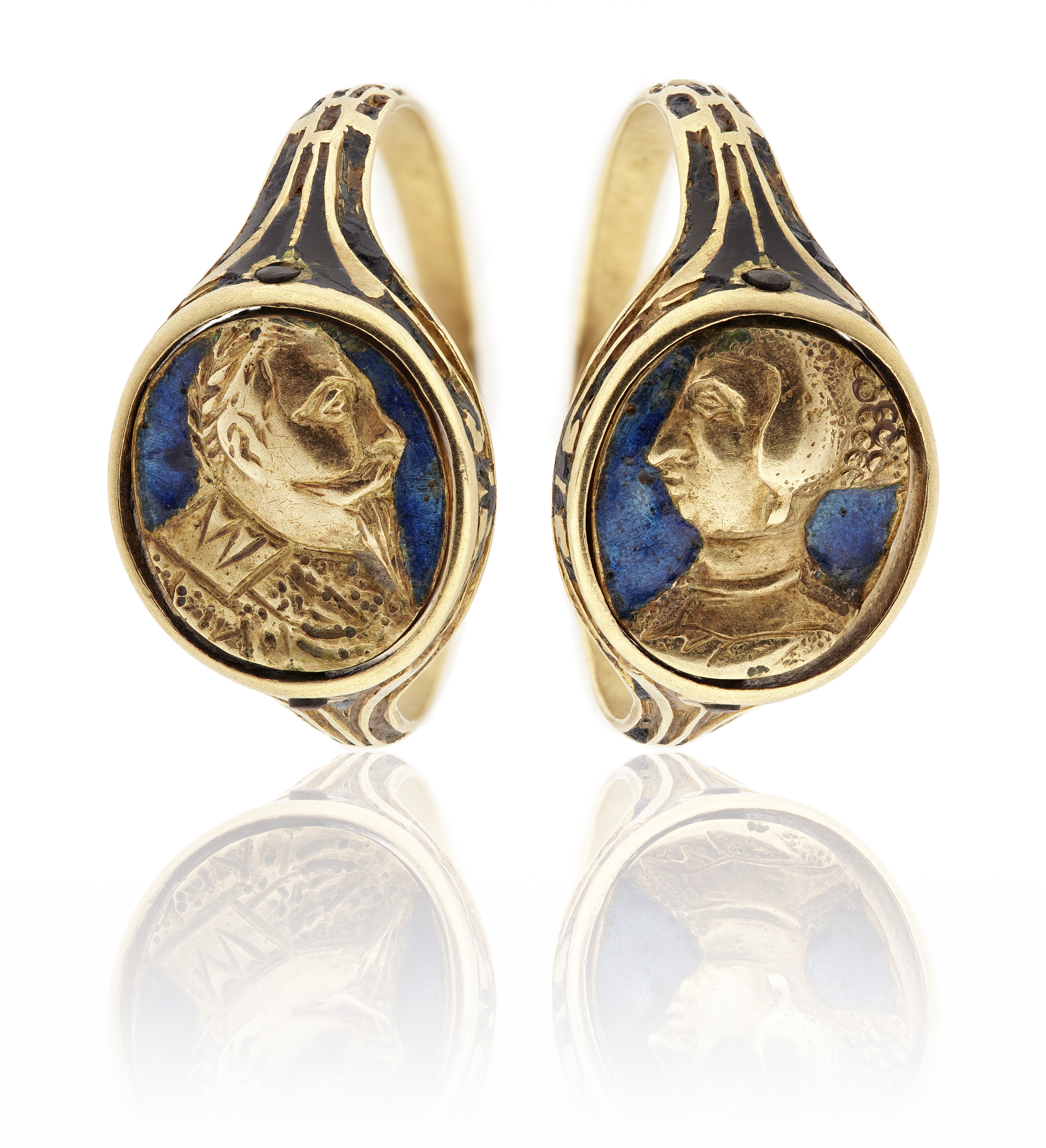
Guldring med porträtt av Maria Eleonora och Gustav II Adolf på vardera sidan. Livrustkammaren.

Äktenskapet var arrangerat av politiska skäl. Sverige ville då gärna ha en allians med Brandenburg-Preussen mot Polen, medan de tyska protestanterna gärna såg en allians med Sverige mot den katolska motreformationen. Gustav Adolfs mor Kristina arbetade också för ett dynastiskt äktenskap och motarbetade hans äktenskapsplaner med Ebba Brahe. I juli 1615 meddelade Kristina att Gustav Adolfs kärleksaffär med Ebba Brahe var över, och samma månad föreslogs äktenskapet av diplomaten Hieronymus von Birckholtz för Maria Eleonoras far Johan Sigismund i Küstrin. Johan Sigismund var positiv men sköt upp: för att kunna ärva Preussen av sin svärfar måste han få tillstånd av Preussens länshavare, som också var just Polens monark, som äktenskapet var menat som en allians mot. Maria Eleonoras mor Anna och bror, tronföljaren Georg Vilhelm, var dock emot giftermålet: Georg Vilhelm ville inte riskera Preussen och gifte hellre bort henne till England. 1618 ärvde Johan Sigismund Preussen, som blev en del av Brandenburg, men 1619 avled han och Georg Vilhelm blev regent. 
Gustaf Adolf besökte år 1619 Berlin inkognito med sin svåger pfalzgreven Johan Kasimir. Han fick träffa Maria Eleonora och hennes systrar, som då alla var för äktenskapet, men hennes mor och bror sade fortfarande nej. Gustav Adolf gjorde sedan en rundresa i Tyskland. Vid hans återkomst till Berlin i juni 1620 hade Maria Eleonoras mor Anna ändrat åsikt. Orsaken är okänd, men det antyddes att hon ville provocera Sigismund av Polen att ge Preussen till hennes yngre son i stället och att hon ogillade Georg Vilhelms polskvänlighet. Själv uppgav Anna att hon lät sig påverkas av Gustav Adolfs och Maria Eleonoras kärlek. Anna ska ha blivit charmerad av Gustav Adolf, och när Georg Wilhelm protesterade sände hon Maria Eleonora utom räckhåll för honom till Braunschweig. Axel Oxenstierna, som på hösten hade kommit till Berlin i spetsen för en stor beskickning, skulle enligt planen utan vidare föra prinsessan över till Sverige i sin moders sällskap. 
Planen sattes genast i verket. Efter tre dagars vistelse vid braunschweigska hovet reste Axel Oxenstierna därifrån i sällskap med Maria Eleonora och hennes syster. Under tiden hade kurfurstinnan Anna gjort sig i ordning för resan. Pengar hade kurfursten vägrat henne, men genom en hemlig gång hade hon tillträde till den kurfurstliga skattkammaren. Äktenskapet blev därmed arrangerat av Anna utan brudskatt, respengar och utstyrsel från Brandenburg annat än vad Anna lyckats ta som pant från skattkammaren, som en förgylld pokal besatt med safirer och 12 silverbägare. Den 7 oktober 1620 reste Anna med sina båda döttrar Maria Eleonora och Katarina till Kalmar i Sverige.

### Drottning
Maria Eleonora gifte sig med Gustav Adolf den 25 november i Stockholm, och kröntes i Storkyrkan den 28 november 1620. Under de första åren av äktenskapet stannade både hennes mor Anna och systern Katarina kvar i Sverige, de återvände inte till Tyskland förrän augusti 1624.
Drottning Maria Eleonora kallades den vackraste drottningen i Europa, men hon ansågs också hysterisk, labil och överdrivet emotionell. Den franske legationssekreteraren Charles Ogier beskrev henne 1634 som: "den skönaste, mest strålande kvinna vi någonsin skådat. Vi var fullständigt bländade av hennes skönhet och tjusade av ansiktets ljuva uttryck och den kungliga gestalten". Axel Oxenstierna sade 1639 om hennes känsloliv att hon: "är svag av naturen, mäkta given affekterna, som hos H.M:t äre excessiv". Hon var intresserad av musik, teater, konst och arkitektur och tyckte om prakt och vackra föremål. Hon medförde ett tyskt hovkapell till Sverige, lyssnade ofta på framträdanden av studenter och spelade själv luta. Jacob Heinrich Elbfas var hennes hovmålare och hon stödde även David Klöker Ehrenstrahl och stenhuggarmästaren Jost Henne och bildhuggaren Conrad Weber. Hon var inte bara intresserad av arkitektur utan utförde själv ritningar till slott, som hon skulle ha låtit uppföra om pengar hade funnits. Hon hade också djur som apor till sällskap. Det omtalas även ofta, att hon vid sin hovpersonal hade många s.k. "dvärgar" anställda, något som på den tiden var vanligt, bland dem hovnarren Elisabet. Trots alla intressen och ett stort hov klagade hon ofta över ensamhet och tristess. Maria Eleonora intresserade sig aldrig för politik eller akademiska ämnen. Hon anses dock inte ha varit obegåvad: hon stavade och skrev dåligt, men detta var inte ovanligt bland kvinnliga medlemmar av adel och kungahus under hennes samtid, och även om hon föredrog att tala tyska, så lärde hon sig svenska språket.
Maria Eleonora beskrivs som djupt förälskad i Gustav Adolf. När han var frånvarande blev hon deprimerad och sjuk, och vid hans återkomst tillfrisknade hon och beskrev sig vara i himlen. Denna typ av känslor var ovanliga vid kungliga äktenskap och uppmärksammades därför. Hon påverkades starkt av oro under hans frånvaro på fälttåg, och bad Johan Kasimir att be Gustav Adolf ta mindre risker. Hennes nervositet och de uttryck de tog sig gjorde att hennes omgivning blev orolig för henne, och vid de tillfällen Gustav Adolf hade befunnit sig i fara eller blivit försenad försökte man lugna henne med halvsanningar eller vita lögner. Detta gjorde Maria Eleonora misstänksam mot omgivningen och fick henne bland annat att misstänka att hennes brev öppnades och genomlästes. Maria Eleonora fick 1625 följa med kungen på fälttåget till Livland, där hon bodde i Reval.
Maria Eleonora utsattes för en stark press att föda en tronarvinge, särskilt efter hennes svåger Karl Filips död 1622. Hon fick ett missfall 1621, som hon och modern skyllde på Gustav Adolfs avresa till Livland: därför bad de honom att stanna hemma vid nästa graviditet 1623. Hennes sorg vid det andra barnets död beskrevs som skadlig och överdriven. När hennes son föddes död 1625 omtalades hon som ömtålig och ombads vara försiktig. 1626 födde hon slutligen ett friskt och starkt barn; den blivande drottning Kristina.

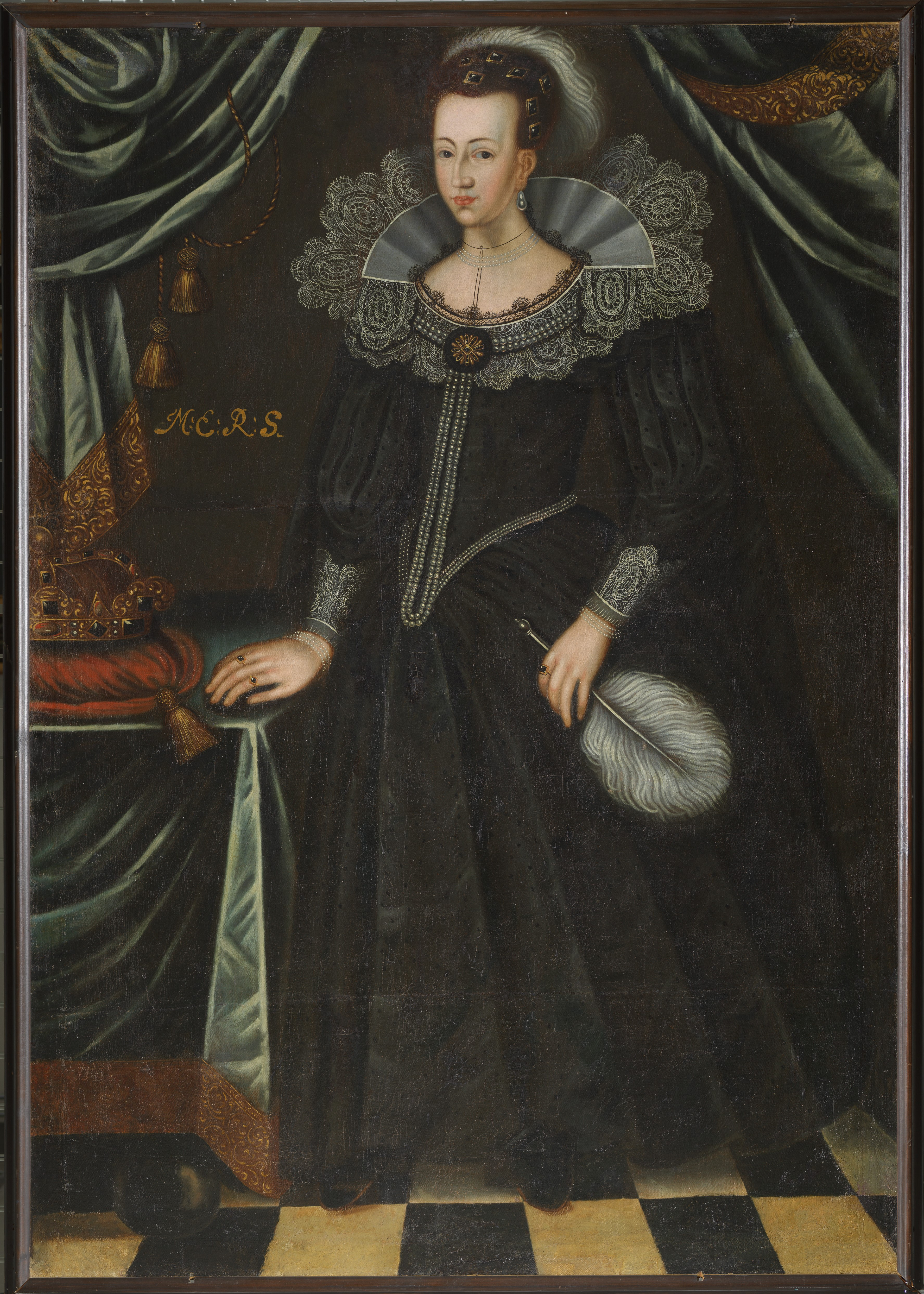
Porträtt av okänd konstnär, tidigt 1600-tal.

Efter stilleståndsavtalet med Polen 1629 avreste Gustav Adolf i april 1630 för att delta i kriget mot den habsburgske kejsaren, senare kallat det trettioåriga kriget. När kungen trots sitt löfte inte återvände efter sommarfälttåget 1630 vädjade hon till Johan Kasimir att han måste få Gustaf Adolf att komma hem. Det beslöts därför att hon i stället skulle få besöka kungen i Tyskland. När avresan fördröjdes, eftersom man planerade att föra över trupper samtidigt, misstänkte hon sabotage. Maria Eleonora anlände 10 juli 1631 till Wolgast i Pommern. Via hoven i Berlin, Dresden och Weimar färdades hon till mötet med maken i Hanau den 11 januari 1632. Paret gjorde sedan ett högtidligt intåg i Frankfurt am Main och vistades sedan en tid där och i Mainz. Under denna tid hjälpte hon en del supplikanter så som medlare. Paret skildes åt igen i mars, och hon blev då igen deprimerad. Hon krävde att få träffa maken igen trots faran, och omgivningen kunde inte hindra henne eftersom hon inte ville lyssna till någon annan än kungen: rikskanslern bad därför kungen att själv ge henne order om vistelseort. Paret sågs sista gången 28 oktober i Erfurt. Där mottog hon åtta dagar senare nyheten om hans död.

### Änkedrottning
"Ingenting är mig kärare i denna världen än att så länge jag lever få vara hos Hans Maj:t, ty utan Hans K. Maj:ts närvaro aktar jag intet, ej ens mitt liv", skrev Maria Eleonora, som då befann sig i Erfurt, i ett brev till Axel Oxenstierna tre dagar före slaget vid Lützen. Natten före slaget trodde hon sig ha haft en syn. Medan hon låg sömnlös i ängslan såg hon plötsligt ett ljussken och ryckte till för ett häftigt buller. En stor katt hade hoppat upp på bordet i det angränsande gemaket och stött omkull en där stående krona, som bars upp av två lejon, så att den med en stark skräll föll i golvet. För folksägnen blev det mörkrets furste som i en katts skepnad drivit sitt spel och genom kronans kullstörtande velat visa att han hade slagit ned kungens makt.
Maria Eleonora reagerade våldsamt på Gustav Adolfs död och fick med våld hållas tillbaka då hon mötte liket i Spandau. Kroppen hade balsamerats och dess hjärta och inälvor tagits ur. Hjärtat sveptes i en duk och lades i ett skrin enligt tidens sed. Skrinet placerades i stadskyrkan i Weissenfels, men Maria Eleonora sände sin hovmarskalk Bernholf von Crailsheim att hämta det. Hon tog sedan fram kungens hjärta och balsamerade lik för att visa att hon hade kungens hjärta i sin hand i maktkampen med rådet.
Begravningsföljet lämnade Tyskland från Wolgast 27 juli 1633, och nådde den 4 augusti Nyköping, där kistan placerades i slottet. Maria Eleonora kom i svår och långvarig konflikt med rådet om hanteringen av liket och begravningen. Konflikten är väl känd. Den svåraste frågan var hennes vägran att låta begrava liket, eller åtminstone uppskjuta begravningen så länge som möjligt. Orsaken var att hon ville begå självmord och begravas tillsammans med maken. Riksrådet ville hålla begravningen så snart som möjligt eftersom en riksdag inte kunde sammankallas förrän efter begravningen. Biskopen i Linköping Johannes Bothvidi och prästerskapet fick medla. Sedan hon tvingats gå med på en begravning, ville hon uppskjuta den och själv ange tid och plats. Riksrådet ville också hindra henne från att besöka liket ofta. Begravningen ägde slutligen rum den 22 juni 1634. Efter begravningen ville Maria Eleonora öppna kistan, något som orsakade ännu en konflikt med rådet. Hjärtat lades senare ned i kistan på begäran av Axel Oxenstierna, som ansåg hanteringen av dosan med hjärtat ovärdig. Exempelvis inom huset Habsburg har det emellertid varit brukligt med separata hjärtbegravningar. I Livrustkammaren finns idag den så kallade hjärteduken, en duk av linne, där Maria Eleonora förvarade kungens hjärta fram till begravningen 1634.

Maria Eleonora skötte från 1632 själv förhandlingar med Kristian IV av Danmark om ett äktenskap mellan Kristina och prins Ulrik av Danmark och, efter dennes död, med Danmarks tronföljare Fredrik. Hon var från 1633 också intresserad av att ett äktenskap mellan Kristina och Fredrik Vilhelm I av Brandenburg, hennes brorson, vilket hon och maken hade förhandlat om redan i Frankfurt am Main vårvintern 1632. Detta skedde mot rådets önskan, och åtgärder vidtogs för att förhindra att några bindande överenskommelser gjordes. Hennes korrespondens och kontakter övervakades, och rådet rekommenderade att hennes hov minskades och att danskvänliga personer skulle avskedas.

Maria Eleonora i sorgedräkt av Jacob Heinrich Elbfas.

När Kristinas förmyndarregering bildades år 1633 uteslöts Maria Eleonora fullständigt ur styrelsen och nämndes inte vare sig i rikskanslerns utkast till regeringsform eller i ständernas beslut i regeringsfrågan. Hennes bror och Johan Kasimir förhörde sig om kungen inte hade efterlämnat något testamente om regeringsformen. Gustav Adolf hade 4 december 1630 skrivit till rikskanslern Axel Oxenstierna: "De mina är för min skull (om mig något vidkommer) och eljest i mången måtto, medömkan värde, äro kvinnkön, modern rådlös och dottern övermaga jungfru, eländiga, om de få råda och i fara, om andra över dem råda får". 13 februari 1633 hade rikskanslern rått rådet se till att M "icke något direkt eller indirekt av regeringen inrymmes, mest för det att Hennes M:t därmed intet vet att umgås". Klas Fleming förklarade senare i rådskammaren att Gustav Adolf förmanat rådet och "in particulari repeterat", att M inte skulle ha någon plats i regeringen. Gustav II Adolf hade inte lämnat efter sig någon instruktion som förklarade att Maria Eleonora skulle uteslutas från regeringen, rådet grundade sitt ställningstagande på vad de sade sig ha hört honom säga till dem, men aldrig skrivit ned. Det fanns också precedens för änkedrottningar som deltog i förmyndarregeringar och uppfattades som normalt i Sverige att det skulle vara så: Kristina av Holstein-Gottorp hade gjort det 1611 under de månader Gustaf II Adolf hade varit omyndig monark, och Gustav Vasa hade föreskrivit att Margareta Leijonhufvud skulle bli regent om han avled då tronarvingen var omyndig, även om det aldrig inträffade. Hon påpekade också att hennes svärmor hade suttit i förmyndarregeringen för hennes make 1611, men rådets utsände förnekade detta för henne genom att påstå att det var en överdrift, något som inte var sant. Maria Eleonora själv var enligt uppgift sårad och upprörd över att ha blivit utesluten. Hon förnekade dock att hon ville överta regeringsmakten och förklarade att hon gärna överlät politiken åt regeringen, men att hon själv ville få ansvaret för Kristina.
Maria Eleonora fick som änka titeln riksänkedrottning. Hon tillerkändes en livgeding omfattande områden i Södermanland, Västmanland och Gästrikland: Gripsholm, Tynnelsö, Räfsnäs, Eskilstuna hus, Strömsholm, Fiholm, Örbyhus och Gävleborgs hus, vidare städerna Strängnäs, Mariefred, Torshälla och Gävle samt 9 härad med 65 socknar och 2 345 bönder, vars inkomst beräknades 1634 till ca 75 000 dlr smt eller 50 000 rdr specie. Rådet angav att ingen svensk drottning haft större livgeding, men Maria Eleonora levde över sina tillgångar och kom i konflikt med rådet över sitt underhåll, biträdd av Georg Wilhelm och Johan Kasimir. Hon skuldsatte sig inte bara på lyxkonsumtion utan också på välgörenhet och gåvor till personal och nödlidande.
Slutligen kom Maria Eleonora i konflikt med rådet om Kristina. I mars 1635 skrev riksdrotsen Gabriel Oxenstierna till brodern Axel, att Maria Eleonora borde sättas under förmyndare och fråntas vårdnaden om monarken då hon gav bort "allt det hon äger" och ingav dottern hat mot förmyndarna och nationen genom att vansköta hennes fostran. I augusti 1636 fråntogs Maria Eleonora vårdnaden om Kristina med besöksrätt på tre veckor åt gången. I november flyttades Kristina till sin faster, och Maria Eleonora till Gripsholm. Axel Oxenstierna företog våren 1637 en revision av livgedinget.

### Flykten från Sverige
Maria Eleonora ville redan 1635 återvända till Brandenburg. Det orsakade konflikt med rådet, då Sverige var i en spänd situation till Brandenburg. Hon liksom Johan Kasimir misstänktes av rikskanslern för kontakter med fienden, särskilt som hon stödde Brandenburgs krav på Pommern: I rådskammaren sades i januari 1637 att hon riskerade att begå crimen laesae Majestatis. Hon klagade inför brodern och hans sändebud över rådet och dess behandling av henne och bad brodern om tillstånd att resa hem med hot om självmord. I augusti 1638 gav brodern slutligen tillstånd för henne att resa, och hennes då plötsliga resa till Göteborg oroade rådet, som misstänkte henne få kontakter med Danmark vid gränsen.
Natten 22 juli 1640 rymde hon från Gripsholm till Danmark klädd till borgare med hjälp av danske monarken. Danska fartyg förde henne från Visby till Travemünde, varifrån hon tog sig vidare till Danmarks tronföljare på Nyköbings slott på Falster. I Sverige fråntog rådet henne livgedingen och underhållet och strök hennes namn under kyrkobönen. Hennes flykt till Danmark angavs ibland som orsak till kriget 1643. Maria Eleonora bodde i Danmark fram till 1643, då hon fick tillstånd att bosätta sig i Insterburg i Preussen. När Kristina övertog regeringen ansåg hon moderns exil skada Sveriges anseende. Maria Eleonora erbjöds att flytta tillbaka på villkor att hon inte lämnade Sverige igen. 1647 accepterade hon att leva på slottet i Wolgast i Svenska Pommern med Wollin som inkomstförläning.
Maria Eleonora återvände till Sverige efter freden 1648. Hon led av sämre hälsa och bad om att få träffa dottern, och Kristina sände i juli 1648 ett fartyg att hämta henne. Maria Eleonora mottogs högtidligt i Stockholm 19 augusti 1648. Hon fick inte tillbaka sitt livgeding, men en årlig livränta på 40000 rdr samt Drottningholms och Svartsjö slott och ladugårdar med underliggande socknar samt behålla Wollin. Hon hade dock aldrig jurisdiktion över sin förläningar, bara inkomster från dem. Dessa förmåner och förläningar utökades och omvandlades på olika sätt de följande åren av Kristina, som beskrivs som generös mot henne. Hon flyttade 1649 från Svartsjö till Nyköping, och Kristina gav henne palatset Makalös som residens i Stockholm. Hon hade också en stor personlig hovstat, förestådd av Görvel Posse.

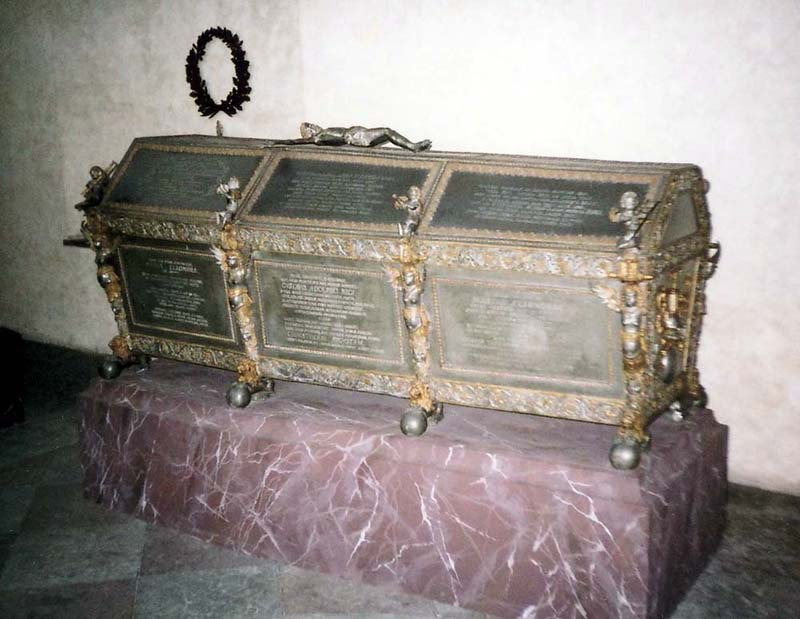
Maria Eleonoras kista i Riddarholmskyrkan.

Maria Eleonora tycks ha trivts väl i Sverige under sina sista år: hon och dottern besökte varandra ofta, och hon beskrev sig själv som en "lycksalig moder". Hon kom nu överens med pfalzgrevefamiljen och stödde planerna på giftermål mellan Kristina och Karl Gustav. Kristinas abdikation 1654 beskrivs som en sorg för henne. Senare samma år välkomnade hon Karl X Gustavs brud Hedvig Eleonora till dennas bröllop i Stockholm, vilket var hennes sista officiella framträdande.
Maria Eleonora ligger begraven vid makens sida i Riddarholmskyrkan i Stockholm. Graven öppnades i samband med undersökningen av kyrkans inventarier och gravminnen år 1914-1922. Arbetet utfördes av Martin Olsson (senare riksantikvarie).

## Barn
- En dödfödd dotter 24 juni 1621 (inget namn)[13][14]
- Kristina, född 16 oktober 1623, död 21 september 1624[12]
- En dödfödd son maj 1625 (inget namn)[14][15] I slutet av maj 1625 var hon och kungen på ett skepp på väg till skeppsholmen då en hård storm övertog den kungliga jakten som skakade om skeppet och Maria Eleonora. När Drottningen kom tillbaka till slottet lär hon ha sagt: "Jag känner inte längre mitt barn". Hon nedkom med en dödfödd son kort efteråt. [16]
- Kristina (1626–1689), regerande drottning av Sverige 1632–1654

## Anfäder
|                               |  |  |  |  |  |  |  |                                |  |  |  |  |  |  |  |                                 |  |  |  |  |  |  |  | Johan Georg av Brandenburg            |
|                               |  |  |  |  |  |  |  |                                |  |  |  |  |  |  |  |                                 |  |  |  |  |  |  |  |                                       |
|                               |  |  |  |  |  |  |  |                                |  |  |  |  |  |  |  | Joakim Fredrik av Brandenburg   |  |  |  |  |  |  |  |                                       |
|                               |  |  |  |  |  |  |  |                                |  |  |  |  |  |  |  |                                 |  |  |  |  |  |  |  |                                       |
|                               |  |  |  |  |  |  |  |                                |  |  |  |  |  |  |  |                                 |  |  |  |  |  |  |  | Sofia av Liegnitz                     |
|                               |  |  |  |  |  |  |  |                                |  |  |  |  |  |  |  |                                 |  |  |  |  |  |  |  |                                       |
|                               |  |  |  |  |  |  |  | Johan Sigismund av Brandenburg |  |  |  |  |  |  |  |                                 |  |  |  |  |  |  |  |                                       |
|                               |  |  |  |  |  |  |  |                                |  |  |  |  |  |  |  |                                 |  |  |  |  |  |  |  |                                       |
|                               |  |  |  |  |  |  |  |                                |  |  |  |  |  |  |  |                                 |  |  |  |  |  |  |  | Johan av Brandenburg-Küstrin          |
|                               |  |  |  |  |  |  |  |                                |  |  |  |  |  |  |  |                                 |  |  |  |  |  |  |  |                                       |
|                               |  |  |  |  |  |  |  |                                |  |  |  |  |  |  |  | Katarina av Brandenburg-Küstrin |  |  |  |  |  |  |  |                                       |
|                               |  |  |  |  |  |  |  |                                |  |  |  |  |  |  |  |                                 |  |  |  |  |  |  |  |                                       |
|                               |  |  |  |  |  |  |  |                                |  |  |  |  |  |  |  |                                 |  |  |  |  |  |  |  | Katarina av Braunschweig-Wolfenbüttel |
|                               |  |  |  |  |  |  |  |                                |  |  |  |  |  |  |  |                                 |  |  |  |  |  |  |  |                                       |
| Maria Eleonora av Brandenburg |  |  |  |  |  |  |  |                                |  |  |  |  |  |  |  |                                 |  |  |  |  |  |  |  |                                       |
|                               |  |  |  |  |  |  |  |                                |  |  |  |  |  |  |  |                                 |  |  |  |  |  |  |  | Albrekt av Preussen                   |
|                               |  |  |  |  |  |  |  |                                |  |  |  |  |  |  |  |                                 |  |  |  |  |  |  |  |                                       |
|                               |  |  |  |  |  |  |  |                                |  |  |  |  |  |  |  | Albrekt Fredrik av Preussen     |  |  |  |  |  |  |  |                                       |
|                               |  |  |  |  |  |  |  |                                |  |  |  |  |  |  |  |                                 |  |  |  |  |  |  |  |                                       |
|                               |  |  |  |  |  |  |  |                                |  |  |  |  |  |  |  |                                 |  |  |  |  |  |  |  | Anna Maria av Braunschweig-Lüneburg   |
|                               |  |  |  |  |  |  |  |                                |  |  |  |  |  |  |  |                                 |  |  |  |  |  |  |  |                                       |
|                               |  |  |  |  |  |  |  | Anna av Preussen               |  |  |  |  |  |  |  |                                 |  |  |  |  |  |  |  |                                       |
|                               |  |  |  |  |  |  |  |                                |  |  |  |  |  |  |  |                                 |  |  |  |  |  |  |  |                                       |
|                               |  |  |  |  |  |  |  |                                |  |  |  |  |  |  |  |                                 |  |  |  |  |  |  |  | Vilhelm V av Kleve                    |
|                               |  |  |  |  |  |  |  |                                |  |  |  |  |  |  |  |                                 |  |  |  |  |  |  |  |                                       |
|                               |  |  |  |  |  |  |  |                                |  |  |  |  |  |  |  | Maria Eleonora av Kleve         |  |  |  |  |  |  |  |                                       |
|                               |  |  |  |  |  |  |  |                                |  |  |  |  |  |  |  |                                 |  |  |  |  |  |  |  |                                       |
|                               |  |  |  |  |  |  |  |                                |  |  |  |  |  |  |  |                                 |  |  |  |  |  |  |  | Maria av Österrike                    |
|                               |  |  |  |  |  |  |  |                                |  |  |  |  |  |  |  |                                 |  |  |  |  |  |  |  |                                       |

## Galleri

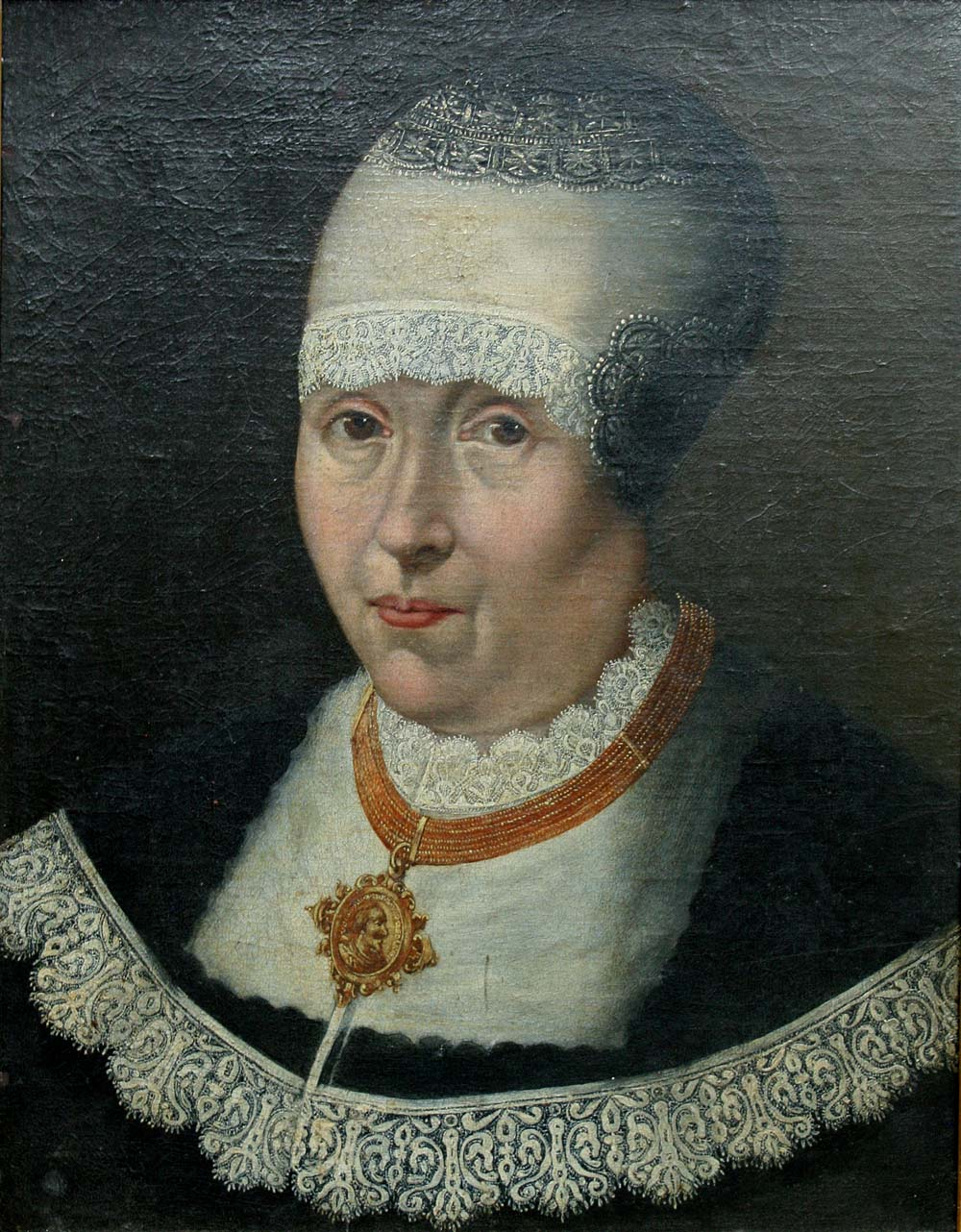
Änkedrottning Maria Eleonora, porträtt från 1650.
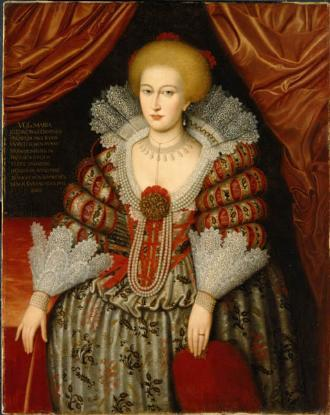
Maria Eleonora av Brandenburg från 1619 av Michiel Janszoon van Miereveld.
Porträtt av Maria Eleonora tillskrivet Hendrik Munnichhoven.
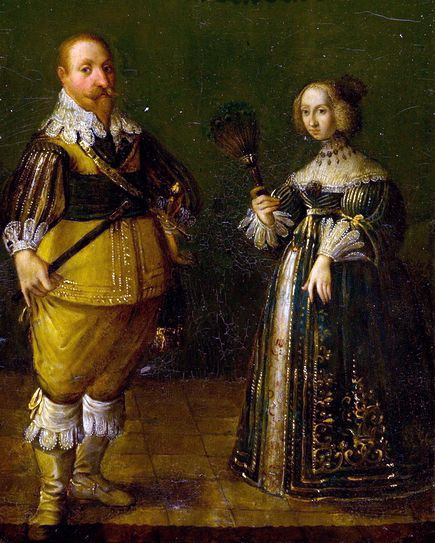
Kung Gustav Adolf och drottning Maria Eleonora.
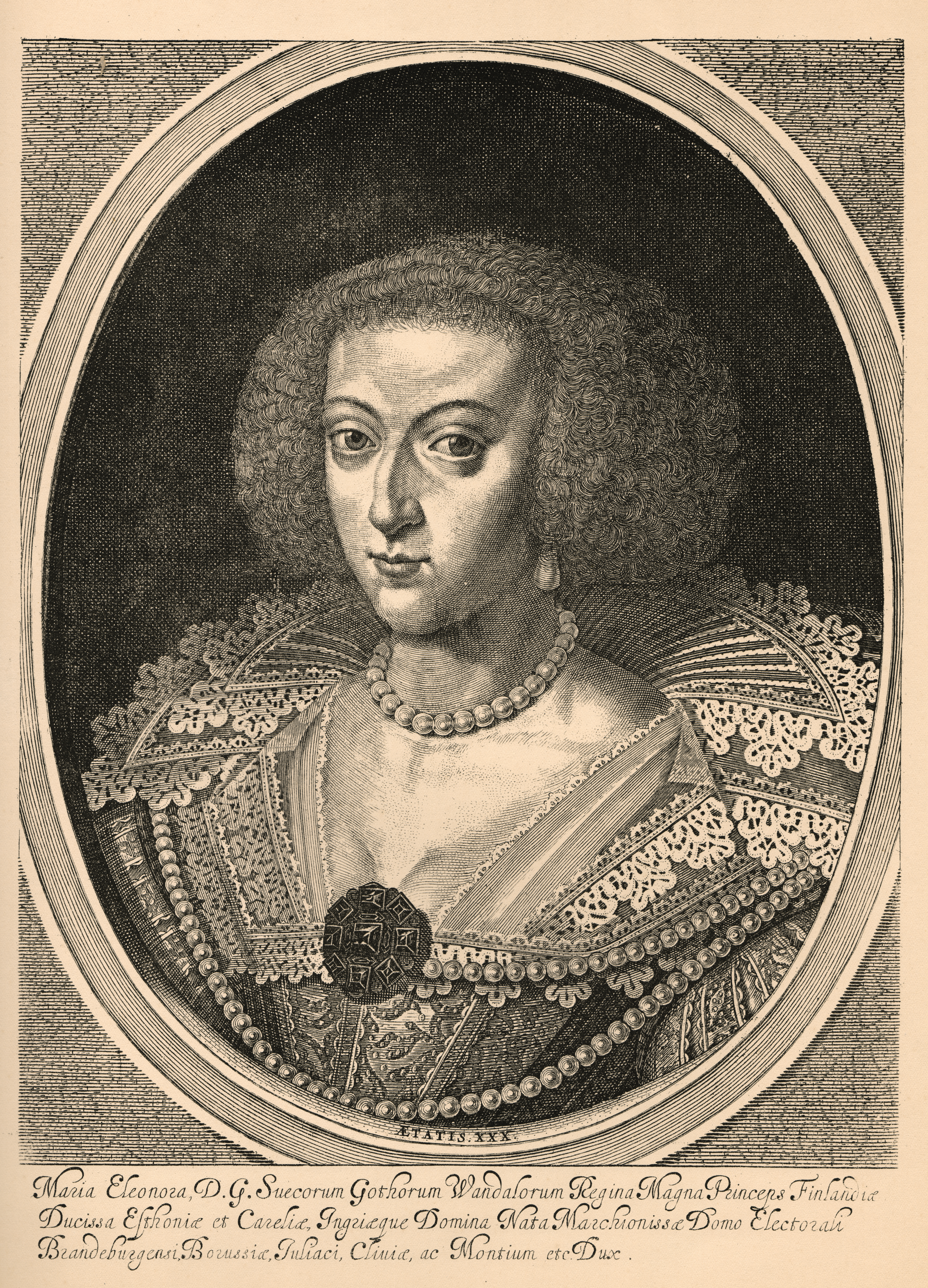
Maria Eleonora på samtida kopparstick.
Framdel till tornerschabrak i Maria Eleonoras färger rött och vitt tillverkat för bröllopstorneringen 1620. Livrustkammaren.
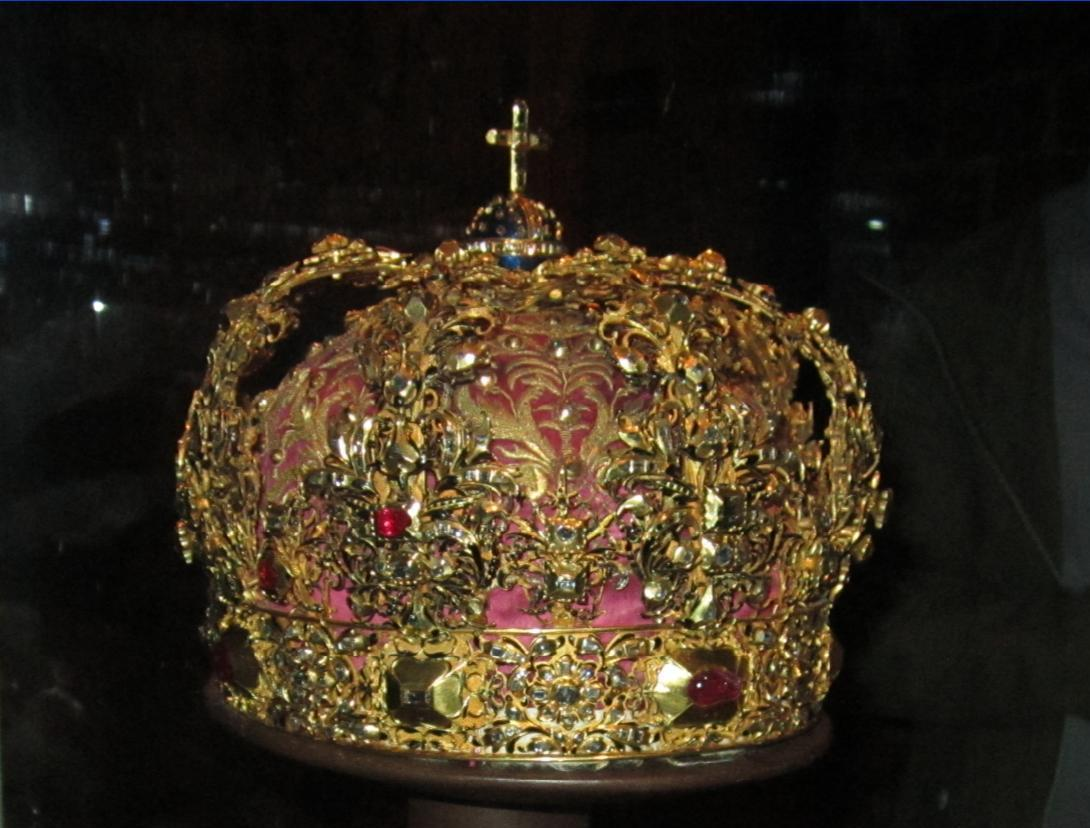
Drottningkronan som tillverkades till Maria Eleonoras bröllop med kung Gustav Adolf 1620, bars av henne vid hennes kröning och har senare även använts av svenska kungar.